# Nørresundby
Nørresundby es una ciudad danesa ubicada en la orilla norte del Limfjord, en la isla de Vendsyssel-Thy. Tiene 21.728 habitantes (2013) y aunque podría considerarse parte de la conurbación de Aalborg, al encontrarse a una distancia superior a los 200 m de ésta el Departamento de Estadística de Dinamarca la considera una localidad urbana independiente. Administrativamente, Nørresundby pertenece al municipio de Aalborg y a la región de Jutlandia Septentrional.

## Historia
Nørresundby se nombra por primera vez en fuentes escritas a principios del siglo XIII como Sundby, cuyo nombre significa "ciudad junto al estrecho". Posteriormente se agregó el prefijo Nørre- ("norte") para distinguirla de Øster Sundby, una pequeña localidad al este de Aalborg hoy plenamente integrada a ésta. El lugar donde se asienta la ciudad ha estado habitada desde tiempos prehistóricos, pero el desarrollo de Aalborg durante la Edad Media influyó positivamente en el crecimiento de Nørresundby, que se benefició del servicio de transbordadores a través del Limfjord y especialmente de un lucrativo comercio ilegal a expensas de Aalborg.
Desde finales del siglo XVIII algunas fábricas recibieron permiso extraordinario de establecerse en la ciudad. A principios del siglo XIX 
Nørresundby buscó el privilegio de ciudad comercial (købstad), pero los comerciantes de Aalborg se opusieron. En 1825 Nørresundby recibió autorización de celebrar algunas ferias comerciales y una ley de 1856 permitió mayor libertad al comercio. En la segunda mitad del siglo mejoraron las vías de comunicación. En 1865 se construyó un puente de pontones sobre el Limfjord que sustituyó a los transbordadores. Desde 1871 Nørresundby tuvo su estación de trenes en la línea Aalborg-Hjørring. El puerto fue remodelado en 1874 y ampliado en varias ocasiones. La economía y la población de la ciudad crecieron rápidamente en la última década del siglo: se pasó de 1.800 habitantes en 1890 a 3.500 en 1900. 
En 1900 año se obtuvo finalmente el estatus de ciudad comercial. Nørresundby se convirtió en una pujante ciudad industrial en el siglo XX. En 1933 se sustituyó el puente flotante por el actual puente basculante, que sería ampliado en 1960; en 1938 se inauguró, al noroeste de Nørresundby, el aeropuerto de Aalborg y en 1969 se construyó un túnel bajo el fiordo como parte de la Nordjyske Motorvej (autopista de Jutlandia Septentrional). El último crecimiento significativo de la ciudad fue en la década de 1950, cuando superó los 22.000 habitantes. Con la mejora de las vías de comunicación, Nørresundby y Aalborg quedaron cada vez más integradas. Desde 1970 Nørresundby pertenece al municipio de Aalborg y también formaría parte del área urbana de esa ciudad, también conocida como Gran Aalborg. Con la integración urbana, Nørresundby se convirtió en un sitio principalmente de viviendas y su crecimiento se estancó. 
El 1 de enero de 2006 entró en vigor una nueva definición de área urbana que establece que ésta es un conjunto de edificios a una distancia mayor de 200 m de otro conjunto y desde entonces Nørresundby se cuenta nuevamente como una localidad separada.